# うもれびと
『うもれびと』は、2012年4月12日から9月20日まで、フジテレビで放送されていたトークバラエティ番組。

## 概要
ゲストが、才能はあるのに売れていない知り合いの芸能人（＝うもれびと）を紹介。MCの中居正広とトークをする。
2012年7月30日は『SMAPスペシャル うもれびと〜中居が新スター発掘するぞSP〜』と題して、『SMAP×SMAP』の枠で放送された。
武井壮のブレイクのきっかけを作った番組。また桐谷広人を『月曜から夜ふかし』より早くに取り上げていた。さらに当時中部日本放送アナウンサーだった石井亮次が他系列にもかかわらず出演し、これを機に『ゴゴスマ -GO GO!Smile!-』に抜擢された。

## 出演者
MC
- 中居正広（当時SMAP）

アシスタント
- 米田弥央（当時劇団カムカムミニキーナ）

番組内では「Jの秘書」名義。最終回で最後のうもれびととして出演。

## 放送内容
| 2012年 | 2012年  | 2012年                                             | 2012年 |
| 回     | 放送日  | ゲスト                                             | うもれびと |
| ------ | ------- | -------------------------------------------------- | --- |
| 1      | 4月12日 | YOU                                                | デニス |
| 2      | 4月19日 | ナオト・インティライミ                             | ワンワンニャンニャン |
| 3      | 4月26日 | 劇団ひとり                                         | 中村愛 |
| 4      | 5月3日  | 八嶋智人                                           | 山岸拓生、伊藤修子 |
| 5      | 5月10日 | 綾小路翔                                           | 黒船のペリーズ |
| 6      | 5月17日 | MEGUMI                                             | お花の妖精 トシ子 |
| 7      | 5月24日 | 森山直太朗                                         | 武井壮・前編 |
| 8      | 5月31日 | 森山直太朗                                         | 武井壮・後編 |
| 9      | 6月7日  | 小籔千豊                                           | AFRA |
| 10     | 6月14日 | 東尾理子                                           | 360°モンキーズ |
| 11     | 6月21日 | 天野ひろゆき                                       | TAKAHIRO |
| 12     | 6月28日 | 濱口優                                             | はまぐちお笑いサークル（オジンオズボーン、うしろシティ、ヒカリゴケ、ピーマンズスタンダード、ムートン、なすなかにし）                       |
| 13     | 7月5日  | 大反響うもれびと                                   | 武井壮、伊藤修子 |
| 14     | 7月12日 | 山本耕史                                           | ペレ草田 |
| 15     | 7月19日 | 佐藤隆太                                           | 火災報知器 |
| 16     | 7月26日 | ピエール瀧                                         | 武井壮 |
| SP     | 7月30日 | 唐沢寿明                                           | ディエゴ（ストロベビー） |
| 17     | 8月2日  | SP未公開                                           | |
| 18     | 8月9日  | 友近                                               | 石井亮次（CBCテレビアナウンサー） |
| 19     | 8月16日 | 友近                                               | 石井亮次、冠二郎 |
| 20     | 8月23日 | 博多華丸・大吉                                     | Natural Radio Station |
| 21     | 8月30日 | 濱口優                                             | はまぐちお笑いサークル（なすなかにし、ムートン、ピーマンズスタンダード、ヒカリゴケ、ワンワンニャンニャン、オジンオズボーン、うしろシティ） |
| 22     | 9月6日  | カンニング竹山、柴田理恵、渡部建（アンジャッシュ） | 桐谷広人、コラアゲンはいごうまん、いけだてつや、ラバーガール                                                                               |
| 23     | 9月13日 | カンニング竹山、柴田理恵、渡部建（アンジャッシュ） | 桐谷広人、コラアゲンはいごうまん、いけだてつや、ラバーガール                                                                               |
| 24     | 9月20日 | 八嶋智人                                           | 米田弥央 |

## ネット局
| 放送対象地域   | 放送局             | 系列           | 放送日時                                                      | 放送期間                 | 備考                                         |
| -------------- | ------------------ | -------------- | ------------------------------------------------------------- | ------------------------ | -------------------------------------------- |
| 関東広域圏     | フジテレビ         | フジテレビ系列 | 木曜日 0:45 - 1:10（水曜深夜）                                | 2012年4月12日 - 9月20日  | 制作局                                       |
| 宮城県         | 仙台放送           | フジテレビ系列 | 木曜日 0:45 - 1:10（水曜深夜）                                | 2012年4月12日 - 9月20日  | 同時ネット                                   |
| 岡山県・香川県 | 岡山放送           | フジテレビ系列 | 木曜日 0:45 - 1:10（水曜深夜）                                | 2012年4月12日 - 9月20日  | 同時ネット                                   |
| 福岡県         | テレビ西日本       | フジテレビ系列 | 水曜日 1:30 - 1:55（火曜深夜）                                | 2012年4月18日 - 9月26日  | 遅れネット                                   |
| 広島県         | テレビ新広島       | フジテレビ系列 | 木曜日 0:35 - 1:00（水曜深夜）                                | 2012年4月19日 - 9月27日  | 遅れネット                                   |
| 高知県         | 高知さんさんテレビ | フジテレビ系列 | 木曜日 0:35 - 1:00（水曜深夜）                                | 2012年4月19日 - 10月4日  | 遅れネット                                   |
| 新潟県         | 新潟総合テレビ     | フジテレビ系列 | 金曜日 0:35 - 1:00（木曜深夜）                                | 2012年4月20日 - 9月28日  | 遅れネット                                   |
| 熊本県         | テレビくまもと     | フジテレビ系列 | 金曜日 0:35 - 1:05（木曜深夜）                                | 2012年4月20日 - 9月28日  | 遅れネット                                   |
| 近畿広域圏     | 関西テレビ         | フジテレビ系列 | 金曜日 1:30 - 1:58（木曜深夜）                                | 2012年4月20日 - 10月12日 | 遅れネット                                   |
| 中京広域圏     | 東海テレビ         | フジテレビ系列 | 金曜日 1:35 - 2:05（木曜深夜）                                | 2012年4月20日 - 10月12日 | 遅れネット                                   |
| 岩手県         | 岩手めんこいテレビ | フジテレビ系列 | 火曜日 0:35 - 1:00（月曜深夜）                                | 2012年4月24日 - 10月9日  | 遅れネット                                   |
| 長崎県         | テレビ長崎         | フジテレビ系列 | 火曜日 1:35 - 2:00（月曜深夜）                                | 2012年4月24日 - 10月16日 | 遅れネット                                   |
| 佐賀県         | サガテレビ         | フジテレビ系列 | 木曜日 0:35 - 1:00（水曜深夜）                                | 2012年4月26日 - 10月18日 | 遅れネット                                   |
| 北海道         | 北海道文化放送     | フジテレビ系列 | 木曜日 0:40 - 1:05（水曜深夜）                                | 2012年4月26日 - 10月4日  | 遅れネット                                   |
| 福島県         | 福島テレビ         | フジテレビ系列 | 木曜日 0:40 - 1:05（水曜深夜）                                | 2012年4月26日 - 10月4日  | 遅れネット                                   |
| 鹿児島県       | 鹿児島テレビ       | フジテレビ系列 | 木曜日 0:40 - 1:08（水曜深夜）                                | 2012年4月26日 - 10月4日  | 遅れネット                                   |
| 山形県         | さくらんぼテレビ   | フジテレビ系列 | 金曜日 0:35 - 1:00（木曜深夜）                                | 2012年4月27日 - 10月5日  | 遅れネット                                   |
| 静岡県         | テレビ静岡         | フジテレビ系列 | 土曜日 1:26 - 1:51（金曜深夜） 木曜日 0:40 - 1:05（水曜深夜） | 2012年4月28日 - 10月4日  | 遅れネット 7月以降は木曜日（水曜深夜）に放送 |
| 秋田県         | 秋田テレビ         | フジテレビ系列 | 土曜日 1:50 - 2:15（金曜深夜）                                | 2012年4月28日 - 10月13日 | 遅れネット                                   |
| 福井県         | 福井テレビ         | フジテレビ系列 | 月曜日 0:25 - 0:50（日曜深夜）                                | 2012年4月30日 - 10月22日 | 遅れネット                                   |
| 長野県         | 長野放送           | フジテレビ系列 | 木曜日 0:40 - 1:05（水曜深夜）                                | 2012年5月3日 - 10月11日  | 遅れネット                                   |

## スタッフ
- 構成：鈴木おさむ、酒井健作、渡辺陽介
- TP：塩津英史
- TM：高瀬義美
- SW：岩田一己
- CAM：宮本直也
- VE：宮本学
- MIX：奈良岡純一
- 照明：安藤雄郎、佐藤博樹
- 美術制作：三竹寛典
- デザイン：鈴木賢太
- 美術進行：林勇
- 大道具：松本達也
- 装飾：門間誠
- アクリル装飾：相原加奈
- CGプロデュース：久保田幸
- CGディレクション：木本禎子
- CGデザイン：大原大次郎
- メイク：山田かつら
- スタイリスト：黒澤彰乃
- 編集：吉川豪
- MA：山岸慎一郎
- 音響効果：田中寿一（J-WORKS）
- 技術協力：IMAGICA、ニューテレス、FLT、マルチバックス
- 編成：吉田寛生
- 広報：為永佐知男
- TK：斉藤裕里
- デスク：市川亜季
- AP：山下直美
- FD：中沼竜太
- 監修：竹内誠
- ディレクター：渡辺資、青木達生
- 演出：木月洋介
- プロデューサー：中嶋優一
- 制作協力：ジャニーズ事務所（ジャニーH.キタガワ）
- 制作：フジテレビバラエティ制作センター
- 制作著作：フジテレビ

### 過去のスタッフ
- 編成：加藤達也